# Hans Kamensetzer
Hans Kamensetzer († 1487 in Wien) war ein spätgotischer Bildschnitzer.
Ursprünglich stammte Hans aus Ulm. 1471 erwarb er die Stadtbürgerschaft in Straßburg mit der Absicht, sich den Goldschmieden dort anzuschließen. Sein Wirken wurde verstärkt in Zusammenhang mit dem künstlerischen Austausch zwischen den beiden Städten und medial übergreifend – Glasmalerei, Skulptur – diskutiert. Später wirkte Hans Kamensetzer auf Geheiß des Kaisers in Wien.
Sein leiblicher Bruder war Thoman Kamensetzer, ein Priester, der im Zuge der Nachlassregelung archivalisch greifbar wird.
Stilistisch wird er in das Umfeld Niclaus Gerhaert van Leydens gesetzt.

## Zugeschriebene Werke
- Geburt Christi, um 1470 (Walnuss, Linde, 60 × 55 × 30 cm; Amsterdam, Rijksmuseum, Inv. Nr. BK-16985)[5][6]
- Apokalyptische Madonna, um 1475/85 (Linde, 145 cm hoch; Privatbesitz)[7]
- Maria aus einer Verkündigungsgruppe, um 1480 (Holz, 148,5 × 51 × 42 cm; Bratislava, Slowakische Nationalgalerie)
- Relief mit der Geburt Christi vom Hochaltar im Martinsdom, um 1480 (Linde, 206 × 118 × 57,5 cm; Bratislava, Slowakische Nationalgalerie, Inv. Nr. P53)